# Фаталният 5 септември
„Фаталният 5 септември“ (на английски: September 5) е исторически драматичен трилър от 2024 г. на режисьора Тим Фелбаум с участието на Питър Сарсгард, Джон Магаро, Бен Чаплин и Леони Бенеш. Световната премиера се състои на 81-вия международен филмов фестивал във Венеция на 29 август 2024 г. Филмът излиза по кината в Съединените щати на 13 декември 2024 г. в разпространение от „Парамаунт Пикчърс“ и „Репъблик Пикчърс“.

## Актьорски състав
- Питър Сарсгард – Рун Арлидж
- Джон Магаро – Джофри Мейсън
- Бен Чаплин – Марвин Бейдър
- Леони Бенеш – Мариан Гебхардт
- Зинедим Суалем – Жак Лесгард
- Джорджина Рич – Гладис Дийст
- Кори Джонсън – Ханк Хансън
- Маркъс Рутърфорд – Картър Джефри
- Даниел Адеосун – Гари Слоутър
- Бенджамин Уолкър – Питър Дженингс
- Рони Херман – Дейвид Бъргър